# Wile E. Coyote i el Correcamins
Wile E. Coyote (més popularment conegut com El Coiot) i el Correcamins (Road Runner, a la versió original en anglès) són dos personatges de dibuixos animats dels estudis Warner Bros. que apareixen a les sèries de curts d'animació Looney Tunes i Merrie Melodies. Van aparèixer per primer cop al curt "Fast and Furry-ous" que es va estrenar el 17 de setembre de 1949.
Wile E. Coyote és un coiot i el Correcamins és un animal fictici basat en el Geococcyx californianus o greater roadrunner. Ambdós personatges van ser creats per Chuck Jones, que s'hauria basat en un llibre de Mark Twain, titulat Roughin It, en el que Twain va escriure que els coiots famolencs podrien caçar un correcamins; mentre que la base argumental dels seus dibuixos va ser realitzada pel guionista Michael Maltese. El tàndem va protagonitzar 45 curtmetratges durant l'època daurada de l'animació americana, la majoria dirigits per Chuck Jones.

## Personatges
El Correcamins és un ocell no-volador que corre a gran velocitat. És de color blau i morat i l'única frase que diu és "bip-bip". Wile E. Coyote és un coiot de color marró que intenta caçar el correcamins per, presumiblement, menjar-se'l. El seu nom, Wile, seria una derivació de "wily", que vol dir astut en anglès. És un personatge astut i intel·ligent, malgrat que tots els seus plans sempre acaben malament.

## Estructura
Els curtmetratges d'"El Coiot i el Correcamins" solien seguir la mateixa estructura: estaven localitzats al desert i començaven amb una imatge estàtica dels dos personatges on, parodiant els documentals de televisió se'ns presentava als personatges amb noms ficticis en llatí, imitant el nom científic de les espècies animals. Tot i que els noms canviaven d'un curt a altre, alguns es repetien com Carnivorous vulgaris o Famishus-famishus per al coiot i Acceleratii incredibus per al Correcamins.
La trama dels curts consistia en una successió de "gags" físics, que tenien com a fil conductor els intents de Wile E. Coyote per caçar el Correcamins. Mentre el Correcamins corria pel desert -única activitat que el personatge feia als curts-, Wile E. Coyote intentaria caçar-lo mitjançant astuts estratagemes. Els intents del Coiot per caçar el Correcamins consistien bàsicament en la utilització de trampes i paranys per tal d'atrapar el veloç ocell. Tanmateix, les ferramentes i enginys que Wile E. Coyote utilitzava, fabricats per una corporació fictícia anomenada ACME, sempre fallaven o eren utilitzats malament, per la qual cosa el Coiot era qui acabava sent víctima dels seus propis plans, fent que li esclataren explosius, es caiguera per penya-segats o el xafaren pedres, encluses o fins i tot ferrocarrils i camions. Totes les escenes acabaven amb un "gag" d'humor físic d'aquest estil, on sempre i invariablement la víctima era Wile E. Coyote, mentre el Correcamins romania corrent pel desert, aparentment sense adonar-se tan sols dels plans del depredador.

## Influència a la vida real

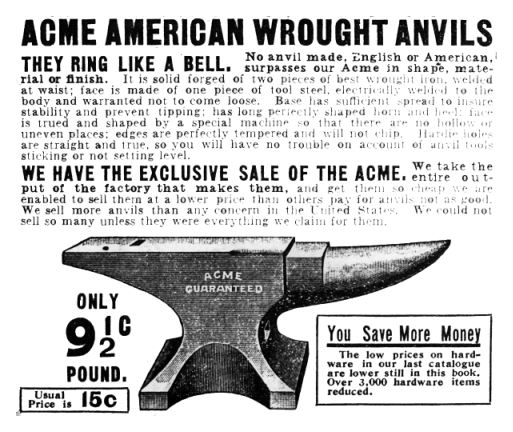
Publicitat d'una empresa real anomenada ACME, que venia encluses, objecte sovint utilitzat als curtmetratges.

Els curtmetratges de Wile E. Coyote i el Correcamins van popularitzar l'empresa ACME, que ha passat a la cultura popular com a sinònim d'empresa estrafolària que realitza productes inversemblants -i també, tot i que esta faceta no es mostra als curts, com a eufemisme per designar una marca blanca.
Com Bugs Bunny, Tweety o Porky, Wile E. Coyote i el Correcamins van ser els protagonistes d'una sèrie de televisió, on bàsicament s'hi reemitien curtmetratges abans estrenats al cinema, però s'hi estrenaren uns pocs curtmetratges realitzats específicament per a televisió.
A una altra subsèrie de curtmetratges dels Looney Tunes, Wolf and Sheepdog apareix un personatge anomenat Ralph Wolf, que té el mateix disseny i personalitat que Wile E. Coyote. Ralph, però, no intentarà caçar el Correcamins, sinó ovelles, que són protegides per Ralph, un gos pastor blanc amb cabell negre. Aquestos personatges, com Wile E. Coyote i el Correcamins, també van ser creats per Chuck Jones.
Plymouth, filial de la fabricant d'automòbils Chrysler va comercialitzar, sota llicència de Warner Brothers dos cotxes d'alta potència i velocitat (els coneguts com Muscle cars) basats en el personatge del Correcamins: el Plymouth RoadRunner (comercialitzat des de finals de la dècada dels 60 fins a 1975) i el Plymouth Superbird, realitzat durant la dècada dels 70.